# Ockelbo Ost
Ockelbo Ost AB är ett familjeägt svenskt ostpackeri i Ockelbo. Det levererar i huvudsak hårdost.
Ockelbo ost grundades 2000 av Göran Ström.